# Laurent Gané
 Laurent Gané  (* 7. März 1973 in Nouméa, Neukaledonien) ist ein ehemaliger französischer Bahnradsportler. Er wurde Olympiasieger und siebenfacher Weltmeister.
Im Alter von zehn Jahren begann Laurent Gané mit dem Radsport. Anfang der 1990er Jahre entschied er sich für den Bahnradsport. 1996 verließ er Nouméa, um im Mutterland bei Daniel Morelon zu trainieren. Bei seinen ersten UCI-Bahn-Weltmeisterschaften 1996 in Manchester errang er mit Teamsprint (mit Florian Rousseau und Hervé Thuet) die Bronzemedaille; zwei Jahre später, 1998 in Bordeaux, folgten zwei weitere im Keirin und Teamsprint.
Bei den Bahn-Weltmeisterschaften 1999 in Berlin wurde Laurent Gané zweifacher Weltmeister, im Sprint sowie im Teamsprint (mit Arnaud Tournant und Florian Rousseau). Diesen Erfolg konnte die drei Fahrer im Jahr darauf bei den Olympischen Sommerspielen 2000 in Sydney sowie bei Bahn-Weltmeisterschaften 2000 in Manchester und den Titelkämpfen 2001 wiederholen. Zudem errang Gané bei den Olympischen Sommerspielen 2000 eine Goldmedaille im Sprint; bei den WM 2000 wurde er Vize-Weltmeister in dieser Disziplin.
2003 in Stuttgart wurde Gané erneut zweifacher Weltmeister in Sprint und Keirin; letzter Höhepunkt seiner Karriere war 2004 des Weltmeisterschaftstitel im Teamsprint (mit Tournant und Mickaël Bourgain), eine weitere Vize-Weltmeisterschaft im Sprint sowie eine Bronzemedaille im Teamsprint bei den Olympischen Sommerspielen 2004 in Athen.
Von 1998 bis 2005 war Gané Mitglied des Bahnteams der Équipe Cofidis. Danach trat er vom aktiven Radsport zurück. Seitdem ist er als Technischer Sportdirektor für den französischen Radsportverband in Neu-Kaledonien tätig (Stand 2013).
Zweimal, 1999 und 2003, wurde Laurent Gané mit dem „Velo d’Or français“ ausgezeichnet, das von französischen Journalisten vergeben wird.